# Ногинск (Красноярский край)
Ноги́нск — упразднённый посёлок в Эвенкийском районе Красноярского края. Упразднён в 2006 году.
До 2002 года согласно Закону об административно-территориальном устройстве Эвенкийского автономного округа — село.

## География
Располагался на западе района в зоне континентального климата умеренного пояса, в окружении тайги. Являлся портом на реке Нижняя Тунгуска.

## История
Посёлок основан в 1859 году Михаилом Константиновичем Сидоровым как Ольго-Васильевский прииск. Название получил в честь жены и друга основателя. Графитовое месторождение разрабатывалось открытым способом, продукция поставлялась на Петербургскую карандашную фабрику. В 1867 году на Парижской всемирной выставке местный графит получил высокую оценку.
В советские времена поселение развивалось преимущественно за счёт добычи графита и субсидирования властями, поощрявшими освоение и заселение районов Крайнего Севера. В 1931 году прииск переименован в Ногинск, в честь революционера В. П. Ногина. 20 марта 1950 года в нём был основан сельсовет, а 16 марта 1951 года Ногинск получил статус рабочего посёлка.
Месторождение являлось третьим по объёму в СССР — запасы графита составляют 9 млн тонн; но из-за труднозатратной вывозки (короткая навигация только в период весеннего и осеннего половодья) после распада СССР субсидирование прекратилось, и добывающее предприятие пришлось закрыть.

## Ликвидация
Население посёлка быстро сокращалось с прежних более 700 человек при советской власти до менее 100 человек. В 2006 году в результате референдума было принято решение о ликвидации поселения. К концу 2006 года 52 семьи, населявшие посёлок, были расквартированы в городах Сибири.

## Население
| 1989 | 2002 |
| ---- | ---- |
| 538  | ↘69  |